# NGC 4476
NGC 4476 is een elliptisch sterrenstelsel in het sterrenbeeld Maagd. Het hemelobject werd op 12 april 1784 ontdekt door de Duits-Britse astronoom William Herschel.

## Synoniemen
- UGC 7637
- MCG 2-32-96
- ZWG 70.128
- VCC 1250
- IRAS 12274+1237
- PGC 41255